# رومانووکا (استان اشوی‌داشکسیه)
رومانووکا (به لهستانی: Romanówka) یک منطقهٔ مسکونی در لهستان است که در گمینا دویکوزه واقع شده‌است.